# Alex Van Halen
Alexander Arthur "Alex" Van Halen (* 8. květen 1953, Amsterdam, Nizozemsko) je americko-nizozemský hudebník, nejvíce známý jako zakládající člen skupiny Van Halen, kterou založil spolu se svým bratrem Eddie Van Halenem. Ve skutečnosti se jeho bratr Eddie učil hrát na bicí, zatímco Alex zkoušel kytaru. Alex strávil hodně času hraním na Eddieho bicí soupravu a po čase se stal mnohem schopnějším bubeníkem než Eddie.
V roce 1974 bratři Van Halenovi, David Lee Roth a Michael Anthony založili skupinu, jednoduše nazvanou Van Halen. V roce 1977 byli přijati k Warner Brothers a v roce 1978 vydali své první album. Bratři Van Halenovi jsou jediní dva členové skupiny Van Halen, kteří jsou ve skupině od začátku až dosud.

## Mládí
Alex se narodil v Amsterdamu. Jeho otec Jan byl výborný jazzový saxofonista a klarinetista. Jeho matka Eugenia je z Indonésie. Jeho rodina se v roce 1962 přestěhovala do Pasadeny v Kalifornii. Přestože Alex je profesionální bubeník, hudební aspirace začal na kytaře a jeho bratr Eddie začal s bicími. Když Eddie slyšel jak Alex výborně zahrál bicí sólo v písni Wipe Out od skupiny The Surfaris rozhodl se, že se začne učit na elektrickou kytaru.
V roce 1971 odmaturoval z Pasadenské vysoké školy v Kalifornii. Potom si na krátkou chvíli vzal hodiny hudební teorie , kompozice a aranžování ve škole Passadena City College, kde potkal Davida Leeho Rotha a Michaela Anthonyho. Založili skupinu Mammoth a Alex spolu s ostatními opustili Passadena City College.

## Hudební kariéra
Alex s Eddiem měli několik skupin než založili Van Halen. Jména jejich předchozích kapel byla The Broken Off Combs, The Space Brothers a Mammoth Chammoth.
V roce 1972 Alex a Eddie založili skupinu Mammoth s Markem Stonem jako baskytaristou a Eddiem jako zpěvákem. Kapela si pronajala Davidův Leeův Rothův PA systém pro jejich vystoupení. Po chvíli se Eddie unavil zpíváním a tak se rozhodli, aby Roth vstoupil do kapely a navíc to bylo mnohem levnější. Později v roce 1977 bylo jméno Mammoth zabráno jinou kapelou, tak jméno Mammoth nahradili jménem Van Halen a Stone byl nahrazen Michaelem Anthonym.
V červnu 2024 Alex vydražil veškeré své bicí vybavení, které měl na skladě po celá desetiletí. To vedlo lidi k přesvědčení, že už se nebude věnovat hudbě, aniž by s ním na pódiu stál jeho bratr Eddie.

## Vzory
Alex jako své vzory uvádí rockové bubeníky Johna Bonhama, Gingera Bakera, Keitha Moona, Raye Phillipse a jazzového bubeníka Buddyho Riche, který na něj měl celoživotní vliv.

## Vybavení
Alex byl dlouholetým firemním hráčem bicích Ludwig, činelů Paiste a paliček RegalTip.